# Mataró
Mataró är en stad i Katalonien, Spanien. Den är belägen i provinsen Barcelona, vid Medelhavet cirka 30 kilometer nordost om Barcelona. Den är centrum i regionen Maresme. Staden grundades under första århundradet av vår tideräkning och har 118 000 innevånare på en yta av 22,5 kvadratkilometer, vilket ger en befolkningstäthet av 5 300 personer per kvadratkilometer (2006). 
I området odlas sedan århundraden vin, som reducerades avsevärt efter utbrott av vinlus i slutet av 1800-talet. Vinodlingarna har återhämtat sig sedan man importerat mot vinlusen resistenta vinstockar. Där finns en framgångsrik textil och mekanisk industri och under delar av året många turister. I staden finns tre teatrar, nio museer och ett universitet, Escola universitària Politècnica. Alla talar katalanska men de flesta förstår och pratar även spanska (castellano).
Stadens mest kände son är den originelle arkitekten Josep Puig i Cadafalch.